# 세이프 프로퍼 타임
SPT(Safe Proper Time)는 증권 거래 시스템에서 저지연 (Low latency)현상을 최소화 하고 전송 속도를 올리기 위해 사용되는 데이터 전송 방식의 하나를 말한다.
데이터 처리 서비스의 질과 데이터의 신속한 처리를 위해 최대전송단위 이하의 소량 데이터는 순차전송, 최대전송단위 이상의 점보 프레임 사이즈까지 한번에 전송하는 일괄 전송 방식의 두가지를 융합하는 방식으로 처리 효율성을 높인 데이터 전송 방식이다.

## 같이 보기
- 데이터 전송
- 증권 거래 소프트웨어